# تاموكسيفين
تاموكسيفين (بالإنجليزية: Tamoxifen)‏ يباع تحت الاسم التجاري نولفاديكس بالإضافة إلى أنواع أخرى، هو دواء يستخدم لمنع سرطان الثدي عند النساء ولعلاج سرطان الثدي عند النساء والرجال. وتجرى الدراسات لاستخدامه لعلاج أنواع أخرى من السرطان. وقد تم استخدامه في علاج متلازمة ماكيون أولبرت. عادة يتم تناول التاموكسيفين عن طريق الفم لمدة خمس سنوات لعلاج سرطان الثدي.
لاستخدام التاموكسيفين عوارض جانبية خطيرة تشمل زيادة خطر الإصابة بسرطان الرحم، والسكتة الدماغية، ومشاكل في الرؤية بالإضافة لخطر الإصابة بالانصمام الرئوي. كما يتضمن استخدامه عوارض جانبية أكثر شيوعا مثل عدم انتظام الدورة الشهرية، فقدان الوزن والتعرض لهبات ساخنة. قد يسبب استخدامه ضررا للطفل  إذا تم تناوله أثناء الحمل أو الرضاعة الطبيعية. وهو مستقبل انتقائي لمستقبلات الاستروجين (بالإنجليزية: Selective estrogen receptor modulators) يعمل على حد سواء عن طريق خفض العوامل التي تزيد من نمو خلايا الثدي وزيادة العوامل التي تقلل من نمو خلايا الثدي. وهو من مجموعة ثلاثي فينيل إيثيلين.
لقد تم اكتشاف التاموكسيفين عام 1967. هو موجود على قائمة الأدوية الأساسية لمنظمة الصحة العالمية (WHO)، من أكثر الأدوية الفعالة والأمنة المطلوبة في النظام الصحي.Health system تاموكسيفين متاح كأدوية جنيسة مكافئة (Generic Medication). سعر الجملة في العالم النامي حوالي 0.07 إلى 0.23 دولار في اليوم. في الولايات المتحدة يكلف حوالي 2 دولار في اليوم.

## الاستخدامات الطبية

### سرطان الثدي
حاليا يستخدم التاموكسيفين لعلاج كل من سرطان الثدي المبكر والمتقدم الإيجابي لمستقبلات الاستروجين (بالإنجليزية: estrogen receptor-advanced positive)‏ قبل  وبعد انقطاع الحيض. بالإضافة إلى ذلك هو العلاج الهرموني الأكثر شيوعا لعلاج سرطان الثدي عند الذكور.
وقد تم الموافقة عليه من قبل إدارة الغذاء والدواء (FDA) على استخدامه للوقاية من سرطان الثدي لدى النساء المعرضات لخطر الإصابة بالمرض وتطوره. وتمت الموافقة كذلك على أنه يساهم في تخفيض السرطان الانكماشي. وينصح باستخدام تاموكسيفين لمده 10 سنوات. وفي 2006 ،خلصت الدراسة السريرية ل(The large STAR) إلى ان الرولوكسين Raloxifene فعال بنفس القدر للتاموكسيفين في الحد من حدوث سرطان الثدي، ولكن بعد اربع سنوات من المتابعة وعلى الرغم من أن الفرق لم يكن كبيرا من الناحية الاحصائيه، الا أنه كان هناك الإصابة اقل بنسبة 36% بسرطان الرحم وأقل بنسبة 29% من جلطات الدم لدى النساء النساء اللاتي ياخذن الرولوكسين أكثرمن النساء اللاتي يأخذن تاموكسيفين.

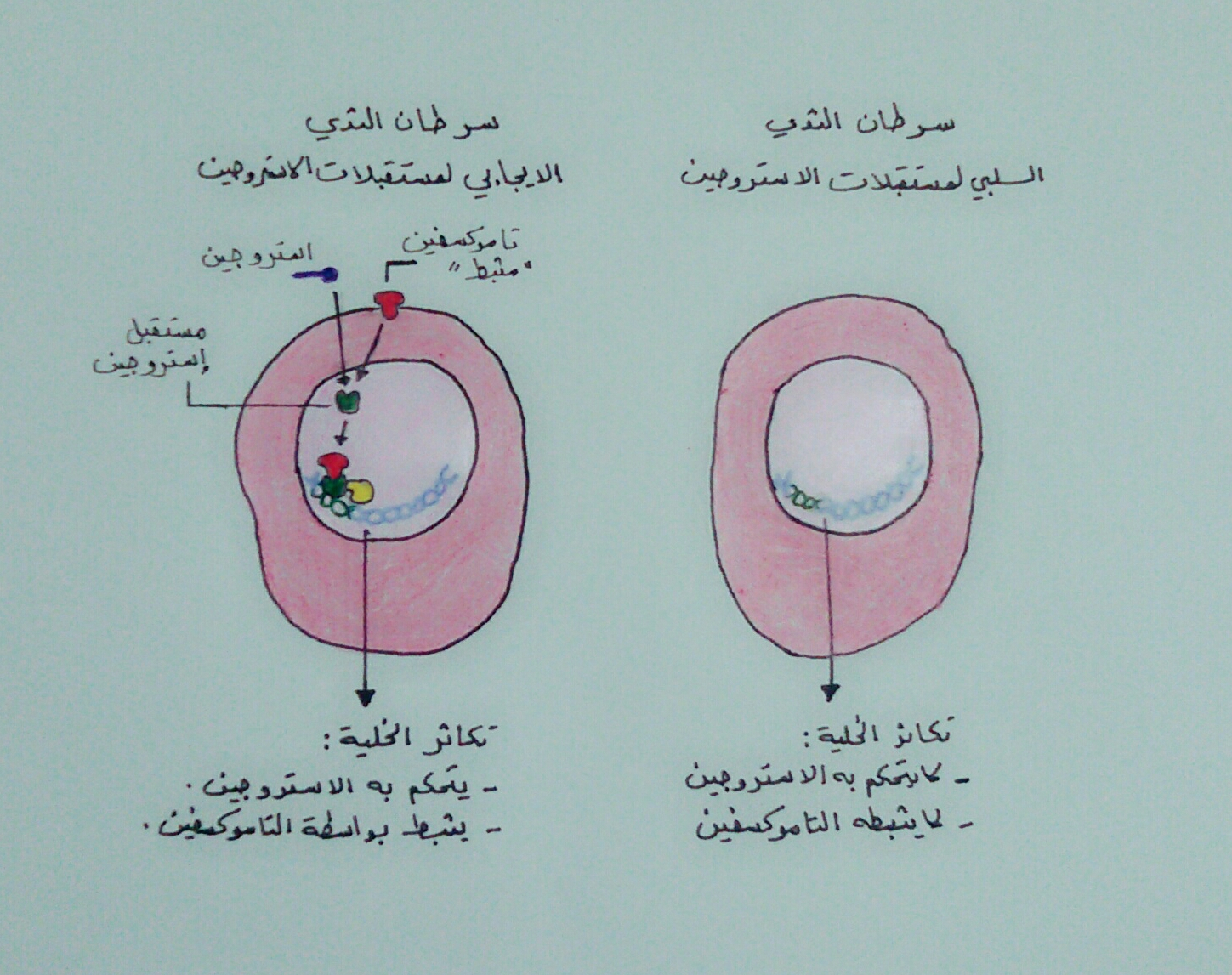
التاموكسيفين وعلاج سرطان الثدي الإيجابي لمستقبلات الإستروجين

### العقم
ويستخدم تاموكسيفين لعلاج العقم لدى النساء المصابات باضطرابات في المبيض ( بالإنجليزية: anovulatory disorders), وهي تعطي في الأيام 3–7 من دورة المرأة.
يحسِّن تاموكسيفين الخصوبة عند الذكورالمصابين بالعقم عن طريق تثبيط محورالغدة النخامية – الغدة الكظرية (يرمزله اختصارا HPA axis) وبالتالي زيادة افراز هرمون الملوتن (LD) والهرمون المنشط للحوصلة (FSH) بالإضافة إلى زيادة إنتاج الخصية للتستستيرون.

### التثدي
يستخدم تاموكسيفين لمنع أولعلاج التثدي. يتم أخذه كإجراء وقائي بجرعات صغيرة، أو يستخدم في بداية أي أعراض مثل ألم أو حساسية الحلمة. يتم أخذ أدوية أخرى لأغراض مماثلة مثل كلومفينسيترات والأدوية المضادة للأروماتيز التي تستخدم في محاولة لتجنب الآثارالسلبية المرتبطة بالهرمونات.

### استخدامات طبية أخرى
في بعض الأحيان يستخدم تاموكسيفين في علاج الحالات النادرة من تليف خلف الصفاق (بالإنجليزية: retroperitoneal fibrosis) والتهاب المساريقي المصلب مجهول السبب (بالإنجليزية: idiopathic sclerosingmesenteritis).

## الاثار الجانبية
يشير تقرير صدر في أيلول / سبتمبر 2009 من وكالة الصحة والخدمات الإنسانية لأبحاث الرعاية الصحية والجودة إلى أن عقار تاموكسيفين ورالوكسيفينوتيبولون المستخدم لعلاج سرطان الثدي يقلل بشكل كبير من انتشار سرطان الثدي في منتصف العمر والنساء المسنات، ولكنه يزيد أيضًا من مخاطر الآثار الجانبية الضارة. 
وقد ارتبطت بعض حالات الاستسقاء الليمفي في الأطراف السفلية باستخدام التاموكسيفين، بسبب تجلط الدم وجلطة الأوردة العميقة (DVT) التي يمكن أن تسببها هذه الأدوية. هناك حاجة إلى حل جلطات الدم أو داء الأوردة العميقة قبل بدء علاج الوذمة اللمفاوية.

### العظم
التأثير الجانبي النافع للـتاموكسيفين هو أنه يمنع فقدان العظام من خلال العمل كناهض (agonist) لمستقبلات هرمون الاستروجين (ER)،أي محاكاة تأثيرات الاستروجين في هذا النوع من الخلايا. لذلك، عن طريق تثبيط ناقضات العظم، فإنه يمنع هشاشة العظام (بالإنجليزية:osteoporosis). عندما تم إطلاق عقار تاموكسيفين كدواء، كان يعتقد أن عقار تاموكسيفين يعمل كمضاد لمستقبلات هرمون الاستروجين في جميع الأنسجة، بما في ذلك العظام، وبالتالي كان يخشى أن يساهم في هشاشة العظام. لذلك كان من المدهش للغاية أن التأثير المعاكس لوحظ سريريا. وبالتالي أدى الإجراء الانتقائي النسيجي لتاموكسيفين مباشرة إلى صياغة مفهوم المستقبل الانتقائي لمستقبلات الاستروجين SERMs. على النقيض من ذلك يبدو أن عقار تاموكسيفين يرتبط بفقد ان العظام في النساء قبل انقطاع الطمث اللواتي يستمرن في الحيض بعد العلاج الكيميائي المساعد.

### سرطان بطانة الرحم
تاموكسيفين هو مستقبل انتقائي لمستقبلات الاستروجين. على الرغم من أنه مضاد في أنسجة الثدي فإنه يعمل كمنشط جزئي على بطانة الرحم وقد ارتبط بسرطان بطانة الرحم لدى بعض النساء. ولذلك، فإن تغيرات بطانة الرحم، بما في ذلك السرطان، هي من بين الآثارالجانبية لعقار تاموكسيفين. مع مرورالوقت، فان خطرالإصابة بسرطان بطانة الرحم يتضاعف إلى أربعة أضعاف، وهذاهوالسبب في أن عقار تاموكسيفين يستخدم عادة لمدة 5 سنوات فقط. تسرد جمعية السرطان الأمريكية (ِACS) عقار تاموكسيفين كمسرطن معروف، مما يشير إلى أنه يزيد من خطر الإصابة ببعض أنواع سرطان الرحم مع تقليل خطر تكرارالإصابة بسرطان الثدي. أعلنت جمعية السرطان الأمريكية على أنه لا ينبغي تجنب استخدامه في الحالات التي يكون فيها خطرعودة سرطان الثدي دون الدواء أعلى من خطرالإصابة بسرطان الرحم مع العقار.

### القلب والأوعية الدموية والتمثيلالغذائي
يرتبط علاج تاموكسيفين للنساء بعد سن اليأس بتأثيرات مفيدة على الدهون في الدم (Serum Lipid Profile). ومع ذلك، فشلت البيانات طويلة الأجل من التجارب السريرية في إثبات وجود تأثير للقلب. بالنسبة لبعض النساء، يمكن أن يسبب عقار تاموكسيفين زيادة سريعة في تركيز الدهون الثلاثية (triglyceride) في الدم. وبالإضافة إلى ذلك هناك خطر متزايد من الجلطات الدموية وخاصة أثناء وبعد الجراحة الرئيسية أو فترات عدم الحركة. وقد تبين أن استخدام عقار تاموكسيفين يزيد قليلا من خطرالإصابة بتجلط الأوردة العميقة، والانصمام الرئوي، والسكتة الدماغية. تاموكسيفين هو أيضا سبب للكبد الدهني، والمعروف أيضا باسم التهاب الكبد الدهني السطحي والتهاب الكبد الدهني.

### الجهاز العصبي المركزي
أظهر مرضى سرطان الثدي الذين عولجوا بمرض تاموكسيفين أدلة على انخفاض الإدراك والمعرفة، وهو أحد الآثار الجانبية الرئيسية لعقار تاموكسيفين بالإضافة لفقدان الذاكرة اللغوية (بالإنجليزية: semantic memory) ،. لكن ضعف الذاكرة لدى المرضى الذين عولجوا بعقار تاموكسيفين كان أقل حدة مقارنة مع أولئك الذين عولجوا بأنيستروزول (مثبط أروماتاز). كما أن هناك عدد كبير من مرضى سرطان الثدي الذين عولجوا بعقار تاموكسيفين يعانون من انخفاض في الرغبة الجنسية.

### الاغلاف أو الانصهار المبكر للوحات النمو
في حين أن عقار تاموكسيفين أظهر أنه يعادي تصرفات الأستروجين في الأنسجة مثل الثدي، إلا أن آثاره في الأنسجة الأخرى مثل العظام لم يتم توثيقها بشكل كامل. وقد أجريت دراسات على الفئران تظهر أن عقار تاموكسيفين يحاكي تأثيرات الاستروجين على استقلاب العظام ونمو الهيكل العظمي. مما يزيد من إمكانية اندماج العظام قبل النضج. سيكون هذا التأثير أقل قلقاً لدى البالغين الذين توقفوا عن النمو.

## التفاعلات الدوائية
المرضى الذين يعانون من أشكال مختلفة من الجين CYP2D6  قد لا يحصلون على الفائدة الكاملة من عقار تاموكسيفين بسبب الأيض البطيء لعقار دواء التاموكسيفين إلى نواتج الأيض النشطة. في 18 أكتوبر 2006 ، أوصت اللجنة الفرعية للصيدلة الإكلينيكية بإعادة تسمية عقار تاموكسيفين ليشمل معلومات حول هذا الجين في ملحق الحزمة. تغيرات معينة في CYP2D6 في مرضى سرطان الثدي تؤدي إلى نتائج سريرية أسوأ لعلاج تاموكسيفين. لذلك فإن التنميط الجيني لديه القدرة على تحديد النساء اللواتي لديهن هذه النمطيات من CYP2D6 والذين يرتبط معهم استخدام عقار تاموكسيفين بنتائج سيئة.
تشير الدراسات الحديثة إلى أن تناول مثبطات امتصاص السيروتونين الانتقائية (SSRIs) مضادات الاكتئاب باروكسيتين (باكسيل)، الفلوكستين (بروزاك) ، وسيرترالين (زولوفت) يمكن أن تقلل من فعالية تاموكسيفين، حيث تتنافس هذه الأدوية على انزيم CYP2D6 الذي هو مطلوب لاستقلاب التاموكسيفين في أشكاله النشطة. وجدت دراسة أمريكية قدمت في الاجتماع السنوي للجمعية الأمريكية للأورام السريرية في عام 2009 أنه بعد عامين، كان لدى 7.5٪ من النساء اللواتي تناولن عقار تاموكسيفين تكرارت أصابتهم بسرطان الثدي، مقارنة بـ 16٪ ممن تناولوا إما باروكستين أو فلوكستين أو سيرترالين، والتي تعتبر من أقوى الأدوية المثبطة لانزيم CYP2D6. هذا الفرق يترجم إلى زيادة بنسبة 120 ٪ في خطر تكرار سرطان الثدي. المرضى الذين يتناولون SSRIs ؛ سيليكسيرام (سيتالوبرام) (بالإنجليزية: Celexa) citalopram)) ، ليكسابرو (اسكوليرام) (بالإنجليزية: Lexapro) escitalopram))، و لوفوكس (فلوفوكسيامين) (بالإنجليزية:Luvox) fluvoxamine ) ، لم يكن لديهم خطر متزايد من تكرار، وذلك بسبب افتقارهم إلى التمثيل الغذائي التنافسي لإنزيم CYP2D6. أظهرت دراسة حديثة تأثيرًا أكثر وضوحًا وأقوى من الباروكستين في التسبب في أسوأ النتائج. المرضى الذين عولجوا بكل من الباروكستين والـ «تاموكسيفين» لديهم زيادة في خطر الوفاة بنسبة 67٪ من سرطان الثدي، من 24٪ إلى 91٪، اعتمادًا على مدة التناول المتزامن.
أظهرت الأبحاث الحديثة أن 7-10٪ من النساء المصابات بسرطان الثدي قد لا يحصلن على الاستفادة الطبية الكاملة من تناول عقار تاموكسيفين بسبب تركيبتهم الجينية. يمكن لاختبار الحمض النووي للأدوية فحص اختلافات الحمض النووي في CYP2D6 ومسارات معالجة الأدوية الهامة الأخرى.يتم استقلاب أكثر من 20 ٪ من جميع الأدوية المستخدمة سريريا من قبل CYP2D6 ومعرفة حالة CYP2D6 للشخص يمكن أن يساعد الطبيب في اختيار الأدوية له في المستقبل. يمكن أيضًا استخدام الواصمات الحيوية الجزيئية الأخرى لاختيار المرضى المناسبين الذين من المرجح أن يستفيدوا من عقار تاموكسيفين.

## النشاط الدوائي
تاموكسفين عبارة عن دواء أولي، لديه ألفة  ضئيلة نسبيا للبروتين المستهدف، مستقبل هرمون الاستروجين(ER). يتم استقلاب (metabolized) التاموكسفين في الكبد عن طريق ايزوفورمان للسيتوكروم P450 وهما سيتوكروم 2D6 وسيتكروم 3A4 إلى الشكل الفعال من الدواء مثل 4-hydroxytamoxifen 4-OHT (أفيموكسفين) (بالإنجليزية:Afimoxifene) و  N-desmethyl-4-hydroxytamoxifen( اندوكسفين)(بالإنجليزية:endoxifen) واللذان لديهما ألفة لمستقبل هرمون الاستروجين(ER) تفوق التاموكسفين ب 30-100 مرة. هذه الاشكال الفعالة من الدواء تتنافس مع هرمون الاستروجين للارتباط بمستقبل هرمون الاستروجين في الجسم. يتصرف الاندوكسفين كعامل مضاد لمستقبل هرمون الاستروجين(ER) في أنسجة الثدي وعليه فإنه يتم تثبيط الجينات المستجيبة للإستروجين. لدى التاموكسفين 7% و6% من الألفة التي يمتلكها الإستراديول لمستقبلات هرمون الاستروجين  من نوع ألفا (بالإنجليزية:  Estrogen receptor alpha)‏ وبيتا (بالإنجليزية: Estrogen receptor bet)‏، على التوالي، بينما لدى الأفيموكسيفين 178% و 338% من الألفة التي يمتلكها الاستراديول لمستقبلات هرمون الاستروجين نوع ألفا وبيتا.
الأفيموكسيفين أو 4-OHT يرتبط بمستقبل هرمون الاستروجين (ER)، ويعمل المركب المعقد تاموكسفين/مستقبل الاستروجين، يعمل على تشغيل بروتينات أخرى تعرف بكابحات أو مثبطات عملية التعبيير الجيني(بالإنجليزية:Corepressor)  وبعدها يرتبط بال DNA ليعيد تنظيم عملية البناء البروتيني (Gene expression). بعض هذه البروتينات تضم مثبطات عملية التعبير الجيني للمستقبلات النووية 1(بالإنجليزية:Nuclear receptor co-repressor 1) ومثبطات عملية التعبير الجيني للمستقبلات النووية 2 (بالإنجليزية:Nuclear receptor co-repressor 2) .  وظيفة التاموكسيفين يمكن تنظيمها باستخدام عدة عوامل مختلفة  منها عوامل النمو (Growth factors).  يحتاج التاموكسفين إلى  تثبيط بروتينات عوامل النمو مثل مستقبلات تايوسين-بروتين الكاينيز erbB-2 (بالإنجليزية:Receptor tyrosine-protein kinase erbB-2)  لأن المستويات العالية من ErbB2 قد أظهرت حدوث سرطان مقاوم للتاموكسفين. و يظهر أن التاموكسفين يحتاج إلى بروتين جين مربع الإقتران2 (بالإنجليزية:Paired box gene 2) ليعطي تأثيرا كاملا ضد السرطان. في وجود مستويات عالية من التعبيير الجيني للبروتين PAX2 فإن المركب المعقد تاموكسفين/مستقبل الإستروجين (tamoxifen/ER complex) يكون قادرا على كبح التعبير الجيني لبروتين ERBB2. في المقابل، عندما تزيد مستويات التعبير الجيني لمنشط مالمستقبلات النووية(بالإنجليزية:Nuclear receptor coactivator 3) عن مستوى البروتين PAX2, فإن المركب المعقد تاموكسفين/مستقبل الإستروجين (tamoxifen/ER complex) واستجابة للمؤثر يعمل على زيادة مستويات التعبيير الجيني للبروتين ERBB2 وبالتالي يعمل على تنشيط نمو الخلايا السرطانية في الثدي.

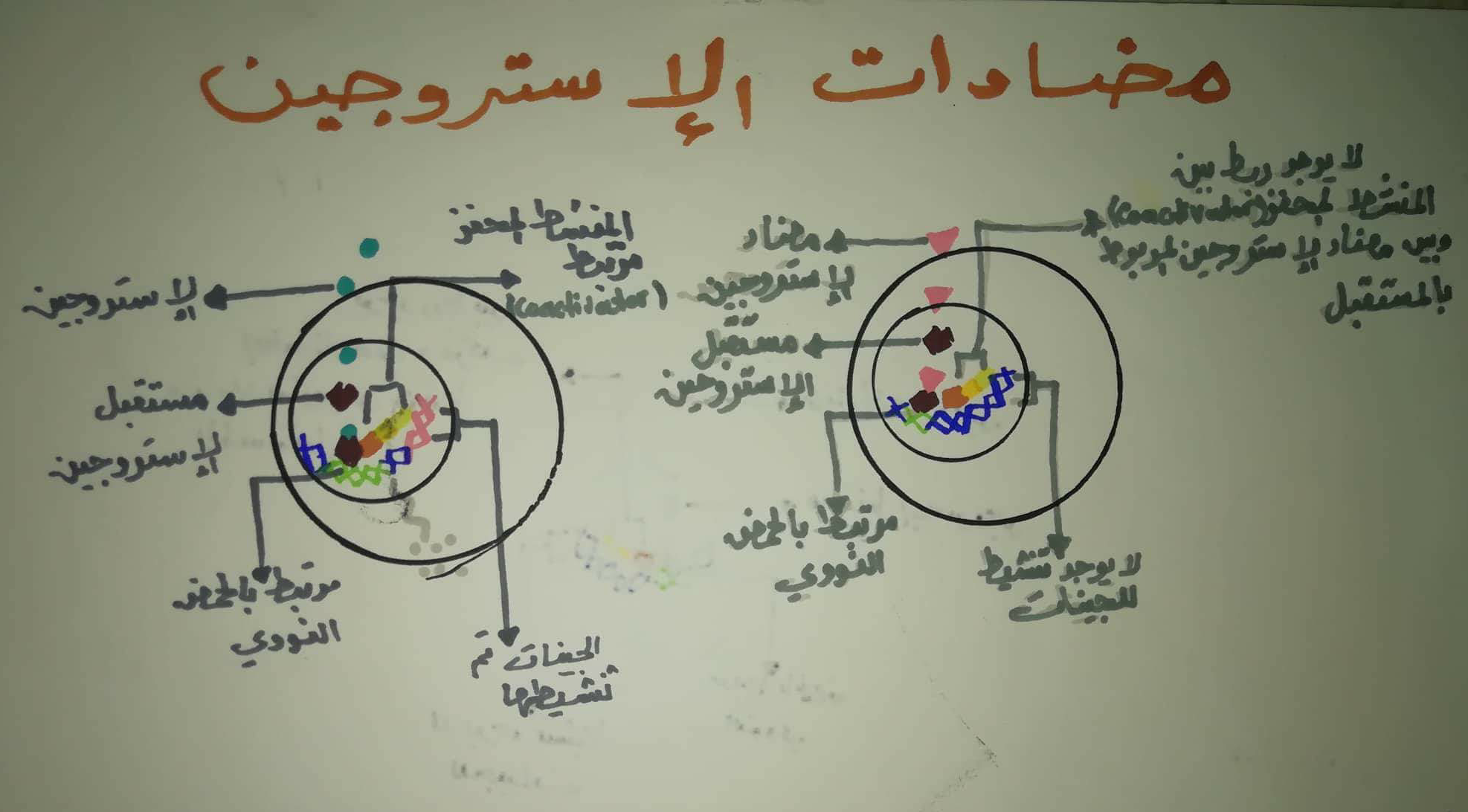
توضيح لطريقة عمل مضاد الإستروجين (التاموكسفين) مع مستقبل الإستروجين مقابل عمل الإستروجين مع مستقبله

يرتبط الأفيموكسين بمستقبل هرمون الاستروجين بشكل تنافسي في الخلايا السرطانية وفي الأنسجة المستهدفة الأخرى منتجا مركبا معقدا نوويا يقلل من تصنيع الحمض النووي وبالتالي يقلل من تأثير الاستروجينن، هذا المركب الغير ستيرويدي  والذي له خصائص مضادة للاستروجين  يتنافس مع الاستروجين على الارتباط مع مواقع الربط على المستقبل في خلايا انسجة الثدي وفي انسجة أخرى. التاموكسيفين يبقي الخلية في مرحلة السكون أو الراحة G0 ومرحلة النمو الأول G1 في دورة حياة الخلية. يعتبر التاموكسيفين مثبطا لنمو الخلية لا قاتلا للخلية وذلك لأنه يمنع الخلايا المهيئة لتكون خلايا سرطانية من الانقسام ولكنه لا يقتلها.
فيما يخص بنشاط التاموكسيفين فان الدراسات والأبحاث العلمية معقدة ومتضاربة، كما يجب أخذ الحيطو والحذر في تحديد ما إذا كان التاموكسفين أو الأفيموكسين مستخدما وخاصة في الفحوصات المخبرية.
نوراندوكسفين ( بالإنجليزية:norendoxifen) أو N,N-Didesmethyl-4-hydroxytamoxifen وهو ناتج ايضي(بالإنجليزية:Active metabolite) نشط اخر للتاموكسيفين وجد انه يتصرف ك مثبط قوي وتنافسي للأروماتيز (بالإنجليزية: aromatase inhibitor)‏ (تركيز المادة الموافق للتثبيط النصفي:90 نانو مولار) وقد يدخل أيضا في نشاطه المضاد للاستروجين.

## التاريخ
في أواخر الخمسينات من القرن الماضي، كانت شركات الأدوية تقوم بدراسات على صنف مكتشف حديثًا من المركبات المضادة للاستروجين على أمل تطوير حبوب منع الحمل في الصباح التالي للجماع كان آرثر إل والبول متخصصًا في طب الغدد الصماء قاد فريقًا من هذا القبيل في مختبرات أبحاث ألدرلي بارك (بالإنجليزية: Alderley Park)‏ في شركة امبريال للصناعات الكيميائية (بالإنجليزية:Imperial Chemical Industries).
[62] في عام 1966 قامت دورا ريتشاردسون بتصنيع التاموكسفين لأول مرة والذي كان يعرف حينها ب ICI-46,474 . قام والبول وزملاؤه بتقديم براءة اختراع لهذا المركب عام 1962، ولكن تم رفضها مرارا وتكرارا في الولايات المتحدة حتى ثمانينيات القرن العشرين. في نهاية المطاف، حصل تاموكسيفين على موافقة للتسويق كمعالج للخصوبة، ولكن هذه المركبات لم تثبت فعاليتها في منع الحمل. كان الرابط ما بين الاستروجين وسرطان الثدي معروفا لعدة سنوات، ولكن علاجات السرطان لم تكن أولوية الشركات في ذلك الوقت، وكانت مصالح والبول الشخصية مهمة لإبقاء المركب على قيد الحياة في مواجهة كل هذا.
التاموكسفين هو واحد من ثلاث أدوية في بروتوكول المواد المضادة لتكوين أوعية دموية جديدة (بالإنجليزية: Angiogenesis inhibitor)‏ تم تطويره بوساطة الدكتور جودا فولكمان(Judah Folkman)، وهو باحث في مستشفى الأطفال في كلية الطب في جامعة هارفارد ببوسطن. وجد فولكمان في السبعينيات أن تكون أوعية دموية جديدة (angiogenesis) يلعب دورا مهما وأساسيا في تطور السرطان. ومنذ اكتشافه تطور مجال جديد تماما لأبحاث السرطان. بدأت التجارب السريرية على مثبطات تكون الأوعية الدموية الجديدة(بالإنجليزية:Angiogenesis inhibitor) منذ عام 1992 باستخدام العديد من العقاقير المختلفة. طور باحثو هارفارد بروتوكولًا محددًا لكلب صيد أشقر من نوع روتريفر(golden retriever) اسموه نيفي والذي كان خاليًا من السرطان بعد تلقيه الكوكتيل الموصوف المكون من  سيليكوكسيب، ودوكسيسايكلين، والتاموكسفين- أصبح العلاج فيما بعد يعرف باسم بروتوكول نيفي. وعلاوة على ذلك، فقد تبين أن عقار تاموكسيفين له تأثيرات مضادة لتكوين الأوعية الدموية الجديدة في نماذج حيوانية من السرطان والتي تبين بأنها وعلى الاقل جزئيا  لا تعتمد على خصائص التاموكسفين المتعلقة بكونه مضادا لمستقبل هرمون الاستروجين.
إن أول دراسة سريرية تمت في مستشفى كريستي (بالإنجليزية:Christie NHS Foundation Trust) عام 1971, قد أظهرت تقدما مرضيا في المراحل المتقدمة لسرطان الثدي، ولكن مع ذلك، اقترب برنامج امبريال للصناعات الكيميائية لتطوير العقارالى الانتهاء عندما تمت مراجعته في عام 1972. دراسة سريرية ثانية قد أجراها هارولد وارد  في مستشفى الملكة البزابيث في برمنغهام  قد عززت تطورا اضافيا لعقار التاموكسفين. دراسة وارد أظهرت استجابة أكثر دقة للتراكيز العالية للعقار. كما ساعد والبول في اقناع الشركة على تسويق عقار التاموكسفين للمراحل المتأخرة من سرطان الثدي في العام 1973. كما كان له دور فعالا في تمويل كريج جوردن (V. Craig Jordan) للعمل على عقار التاموكسفين. في العام 1972، تخلى قسم المستحضرات الصيدلانية في شركة امبريال عن تطوير العقار لأسباب مالية. تحول العقار بعد ذلك من أحد موانع الحمل الفاشلة ليصبح التاموكسفين المعيار الذهبي لعلاج سرطان الثدي والدواء الرائد للعلاج الكيميائي للنساء المحتمل تعرضهن لسرطان الثدي. تتحدث هذه المقالة عن كتابين الأول: عمل الاستروجين، انتقائية مستقبلات الاستروجين وصحة المرأة (مطبعة الكلية الامبراطورية) و كتاب التاموكسفين العلاج الرائد في علاج سرطان الثدي( سبرنجر 2013).
شهد عام 1980 نشر أول تجربة لإثبات أن عقار تاموكسيفين الذي تم إعطاؤه بالإضافة إلى العلاج الكيميائي أدى إلى تحسين حياة المرضى الذين يعانون من سرطان الثدي في مراحله المبكرة. في المراحل المتأخرة من المرض، يعد التاموكسفين فعالا على مرضى ER+ ( المرضى من هذا النوع تكون خلاياهم السرطانية تمتلك مستقبل هرمون الاستروجين وتحتاج هذا الهرمون لكي تنمو، لذلك إذا ما زودناها بمادة تمنع ارتباط الاستروجين بمستقبله فإن الخلايا السرطانية لا تكمل نموها أو تموت)، ولكن التجارب المبكرة لم تختر مرضى ER+، وبحلول منتصف الثمانينات من القرن العشرين، لم تكن صورة التجارب السريرية تُظهر ميزة كبيرة للـ تاموكسيفين. و بالرغم من ذلك كان للتاموكسفين عددا من الأعراض الجانبية متوسطة الحدة وعدد من التجارب الكبيرة استمرت على العقار.
النشاط الدوائي لمستقبلات هرمون الاستروجين الانتقائية (SERMs) كان قد تم اكتشافه وتعريفه وفك لغزه في الثمانينيات من القرن العشرين. إستراتيجية سريرية تم وصفها   والتي أدت إلى اكتشاف مستقبلات هرمون الاستروجين الانتقائية (SERMs) على أنها مجموعة من الأدوية متعددة الوظائف التي تهدف علاج العديد من الحالات التي من الممكن ان تصيب النساء بعد سن اليأس بالإضافة إلى الوقاية منها، مثل هشاشة العظام أو سرطان الثدي. هذه القصة قيلت في كتاب «عمل الاستروجين، انتقائية مستقبلات الاستروجين وصحة المرأة» مطبعة الكلية الإمبراطورية، سنغافورة.
لم يحدث حتى عام 1998 أن التحليل التلوي للمجموعة التعاونية لمكافحة سرطان الثدي المبكرة في أوكسفورد  قد أظهرو بشكل قاطع أن التاموكسيفين أنقذ أرواح المرضى المصابين بسرطان الثدي في مراحله المبكرة.

## المجتمع والثقافة

### إقتصاديا
وبلغت مبيعات تاموكسيفين العالمية في عام 2001 ما مقداره 1.024 مليون دولار،  منذ انتهاء صلاحية براءة الاختراع عام 2002، أصبح الدواء متوفرا في جميع أنحاء العالم كدواء مكافئ. منذ عام 2004، اعتبر التاموكسفين العقار الهرموني الأكثر مبيعا لعلاج مرض سرطان الثدي.

## في مجال الأبحاث
يستخدم التاموكسفين كأداة بحث لتحفيز التعبير للجينات الخاصة بالأنسجة في العديد من البنيات للتعبير الجيني المشروط في الحيوانات المعدلة جينيا بما في ذلك  تقنية إعادة تركيب الCre-Lox(بالإنجليزية:Cre-Lox recombination).

### الدراق الإلتهابي الليفي
تم اقتراح إضافة التاموكسفين ك جزء من خطة علاج مرض الدُّرَاق الالْتِهاَبِيّ اللِّيفِيّ.

### إكتئاب ثنائي القطب
وقد تبين أن التاموكسيفين فعال في علاج نوبات الهوس في المرضى الذين يعانون من اضطراب ثنائي القطب عن طريق حجب بروتين كينازنوع سي (PKC ) ، وهو إنزيم ينظم نشاط الخلايا العصبية في الدماغ. يعتقد الباحثون أن PKC نشط بشكل مفرط خلال نوبات الهوس لمرضى اكتئاب ثنائي القطب.

### متلازمة ماكيون أولبرايت
في متلازمة ماكيون أولبرايت، تم استخدام التاموكسفين لعلاج البلوغ المبكر والآثار الناجمة عن ذلك. وقد لوحظ أن التاموكسفين يعمل على إبطاء النمو السريع للعظام الناتج عن الإفراز المفرط لهرمون الاستروجين وتغيير الطول المتوقع للبلوغ.   نفس الـاثيرات قد لوحظت عند الفتيان الصغار البالغين.
ومع ذلك، فقد أظهرت دراسة واحدة أجريت خارج خلايا الجسم الحي في عام 2007 ودراسة أخرى داخل خلايا الجسم الحي في عام 2008 أن عقار تاموكسيفين يحفز الخلايا الغضروفية في صفيحة النمو إلى الموت المبرمج (انتحار خلوي)، ويقلل من مستويات عامل النمو الشبيه بالإنسولين1 في المصل ويسبب تأخرًا دائمًا في نمو عظم الكعبري القشري الطولي والقشري لدى ذكور الجرذان، ما دفع الباحثين إلى القلق من اعطاء التاموكسيفين للأفراد في مرحلة النمو.